# Xã Big Creek, Quận White, Arkansas
Xã Big Creek (tiếng Anh: Big Creek Township) là một xã thuộc quận White, tiểu bang Arkansas, Hoa Kỳ. Năm 2010, dân số của xã này là 1.601 người.